# Ould M'Bonny
Ould M'Bonny è uno degli undici comuni del dipartimento di Sélibabi, situato nella regione di Guidimagha in Mauritania. Contava 5.128 abitanti nel censimento della popolazione del 2000.